# 小花荠苧
小花荠苧（学名：Mosla cavaleriei）为唇形科石荠苧属下的一个种。

## 扩展阅读
- 維基物種上的相關：小花荠苧